# Roland Graupner
Roland Graupner es un deportista de la RDA que compitió en piragüismo en la modalidad de aguas tranquilas. Ganó dos medallas de oro en el Campeonato Mundial de Piragüismo, en los años 1978 y 1979.

## Palmarés internacional
| Campeonato Mundial | Campeonato Mundial    | Campeonato Mundial | Campeonato Mundial |
| Año                | Lugar                 | Medalla            | Evento             |
| ------------------ | --------------------- | ------------------ | ------------------ |
| 1978               | Belgrado (Yugoslavia) | Medalla de oro     | K4 500 m           |
| 1979               | Duisburgo (RFA)       | Medalla de oro     | K4 500 m           |